# آن جی هیون
آن جی هیون (کره‌ای: 안지현؛ زادهٔ ۱۰ ژوئیه ۱۰۹۲) بازیگر اهل کره جنوبی است.

## فیلم‌شناسی

### فیلم سینمایی
| سال  | عنوان                      | نقش         | توضیحات                                                          |
| ---- | -------------------------- | ----------- | ---------------------------------------------------------------- |
| ۲۰۱۳ | فلو                        |             |                                                                  |
| ۲۰۱۳ | سلام سئول                  | پارک می اوک | فیلم کوتاه اینترنتی تبلیغاتی تولید شده برای ام‌آی‌اوجی‌جی‌آی هنگ کنگ |
| ۲۰۱۹ | جو پیل هو: خشم در حال ظهور | افسر پلیس   |                                                                  |

### مجموعه تلویزیونی
| سال  | عنوان                            | نقش          | شبکه       | منابع |
| ---- | -------------------------------- | ------------ | ---------- | ----- |
| ۲۰۱۰ | درام ویژه «تگزاس هیت»            |              | کی‌بی‌اس۲    |       |
| ۲۰۱۱ | وقتی تو خواب بودی                | منگ هیون جو  | اس‌بی‌اس     | [ ۴ ] |
| ۲۰۱۱ | درام ویژه «دختران باشگاه بلیتیس» | یون یو کیونگ | کی‌بی‌اس۲    |       |
| ۲۰۱۲ | پزون کویی‌سورو ~رین‌بو رز~         |              | تی‌وی توکیو | [ ۶ ] |
| ۲۰۱۲ | مدرسه ۲۰۱۳                       | آن جی هیون   | کی‌بی‌اس۲    |       |
| ۲۰۱۳ | بلوغ ترکیبی                      | مون سو جونگ  | کی‌بی‌اس۲    |       |
| ۲۰۱۳ | عشق مخفی                         | یانگ هه ری   | کی‌بی‌اس۲    |       |
| ۲۰۱۳ | درام ویژه «شیطان سوار»           | چون گیل      | کی‌بی‌اس۲    |       |
| ۲۰۱۴ | تمام خورشید                      | کانگ هان نا  | کی‌بی‌اس۲    |       |
| ۲۰۱۴ | درام ویژه «نوحه خوان»            | هوا جو       | کی‌بی‌اس۲    | [ ۷ ] |
| ۲۰۱۴ | تفنگدار چوسان                    | جان یی       | کی‌بی‌اس۲    |       |
| ۲۰۱۵ | درام ویژه «ماه زرشکی»            | هی جونگ      | کی‌بی‌اس۲    |       |
| ۲۰۱۶ | گابلین                           | گو جونگ هیون | تی‌وی‌ان     |       |
| ۲۰۱۷ | دفترچه زندان                     | دوست جی هو   | تی‌وی‌ان     |       |
| ۲۰۱۸ | زمان                             | اوه یونگ هی  | ام‌بی‌سی     |       |
| ۲۰۱۸ | وقتی زمان متوقف شد               | کیم سون آه   | کی‌بی‌اس۱    |       |

### موزیک ویدئو
| سال  | نام آهنگ                      | آرتیست |
| ---- | ----------------------------- | ------ |
| ۲۰۱۲ | «تو نمی‌دونی» (Don't You Know) | هالامن |